# Sílvio Baccarelli
Silvio Baccarelli (Monte Belo, 23 de setembro de 1931 - São Paulo, 21 de junho de 2019) foi um maestro e filantropo brasileiro.

## Carreira
Filho de Pedro Baccarelli e Adelaide Vitagliano, ambos filhos de imigrantes italianos, Silvio Baccarelli iniciou a trajetória musical aos doze anos, ao ingressar no Seminário em São Sebastião do Paraíso (Minas Gerais). Depois de abandonar o sacerdócio, Sílvio fundou, em 1960, o Coral Baccarelli, que até 1980 chamava-se “Coral Clássico e Folclórico de São Paulo”. Com o objetivo de divulgar a música, o Coral Baccarelli apresentou-se, em 1987, em Madrid, durante as celebrações pelo centenário do compositor Heitor Villa-Lobos, e, em 1994, recebeu os prêmios de “Melhor Grupo Coral” e “Melhor Gravação de Música Erudita” da Associação Paulista de Críticos de Arte.
Em 1996, fundou o Instituto Baccarelli, que oferece cursos de musicalização, canto e instrumentos sinfônicos para crianças e jovens de Heliópolis. Sílvio Baccarelli teria ficado comovido com a notícia de um incêndio que desabrigou centenas de pessoas em Heliópolis e começou a dar aulas de música voluntariamente para 36 crianças de uma escola pública da região. Em 2009, criou a Orquestra Juvenil Heliópolis, mantida pelo Instituto Baccarelli, com o objetivo de facilitar o acesso à música de concerto a jovens carentes.
O maestro Baccarelli morreu na manhã de 21 de junho de 2019, em São Paulo, aos 87 anos. Estava internado no Hospital Beneficência Portuguesa com infecção urinária, não sendo, entretanto, informado motivo da morte.

## Ligação externa
- Instituto Baccarelli